# Le Menhir d'or
Le Menhir d'or est une aventure de la série Astérix de René Goscinny (scénario) et Albert Uderzo (dessin) sorti en livre-disque au format 33 tours en 1967. Elle est rééditée en album hors collection le 21 octobre 2020.

## Historique
Ce scénario, parodiant le concours de l’Eurovision, a été écrit par René Goscinny et publié dans un « livre-disque » illustré par Albert Uderzo et publié en 1967 par les éditions Dargaud sur étiquette Philips. Roger Carel prête sa voix à Astérix, Jacques Morel, à Obélix et Jacques Jouanneau, au barde Assurancetourix. La musique est l'œuvre de Gérard Calvi, le compositeur et chef d'orchestre habituel des dessins animés de la série à cette époque. Cette édition insolite n'a pas connu le succès attendu et est rapidement disparue de la circulation. Les albums Astérix le Gaulois et La Serpe d'or ont aussi précédemment été adaptés en format 33-tours et suivra en 1976 une version vinyle des Douze Travaux d'Astérix.
Le 20 avril 2020, il est annoncé qu'une nouvelle édition en album illustré sera publiée le 21 octobre suivant avec un tirage de 100 000 exemplaires. En 2019, Albert Uderzo supervise l'adaptation de cette aventure. C'est sa dernière participation à l'œuvre d'Astérix ; il meurt le 24 mars 2020. Il est également annoncé qu'une version audio, refaite pour l'occasion, sera aussi disponible. Un code QR imprimé dans l'album permet de la télécharger gratuitement.

## Synopsis
Assurancetourix espère remporter le « Menhir d’or », le grand prix au concours des bardes gaulois, pour sa chanson Menhir montant (parodie de Ménilmontant de Charles Trénet parue en 1938),. Pour protéger leur ami des Romains et autres dangers, Astérix et Obélix l’accompagnent « quitte à y perdre une oreille ! ». Lors de la compétition se déroulant dans la forêt des Carnutes, on entend trois autres bardes, appelés Phonographix, Tournedix et Livredix, chantant respectivement Le Folklore armoricain (parodie du Folklore américain interprété par Sheila en 1965), Si j'avais un dolmen (Si j'avais un marteau de Claude François en 1963) et Massilia, de mes amours (Marseille mes amours tiré du film musical homonyme de 1939).
Sous les ordres du général Pastieucaliptus, pour combler son ennui, un détachement de romains du camp retranché Babaorum a pour mission de capturer le meilleur barde gaulois. Ayant été éliminé de la compétition, Assurancetourix, en furie, quitte les lieux du concours et se fait enlever par les romains qu'ils croient le vainqueur. Astérix et Obélix retrouvent le casque du centurion Pourlébelgienaplus, perdu lors de l'enlèvement du barde, et se dirigent vers le camp pour l'attaquer et libérer leur ami. Le général menace de déclencher une guerre si Astérix libère Assurancetourix mais change d'avis lorsqu'il l'entend chanter.

## Versions audio

### 1967
Voix
- Roger Carel : Astérix
- Jacques Morel : Obélix
- Jacques Jouanneau : Assurancetourix
- Pierre Tornade : Abraracourcix
- Alain Mottet : Panoramix et le général
- Bernard Lavalette : le narrateur
- Andrée Gérald : la présentatrice
- Paul Bisciglia : le centurion
- Jacques Hilling : un gaulois irascible[12]

Musique
- Gérard Calvi

Equipe technique
- Henri Gruel : réalisateur
- Jean-Jacques Thebault : producteur[11]

### 2020
Voix
- Jean-Claude Donda : Astérix[13], Phonographix
- Emmanuel Curtil : Assurancetourix[13], le centurion
- Bernard Alane : le narrateur[14], Tournedix[15], Abraracourcix, le général, Panoramix
- Guillaume Briat : Obélix[13]
- Julien Chatelet : Livredix[15]
- Caroline Klaus : La présentatrice[16],[15]